# شارون کنت
شارون کنت دختر شایسته سال ۲۰۰۷ اسرائیل بود. وی در سال ۱۹۸۶ در تل آویو اسرائیل به دنیا آمد. او سال ۲۰۰۷ به نمایندگی از کشور اسرائیل در مسابقات دختر شایسته جهان در کشور مکزیک شرکت کرد اما نتوانست رتبه ای کسب کند. او متولد «کوخاو یار» (عبری: כּוֹכַב יָאִיר-צוּר יִגְאָל, also Kochav Yair–Tzur Yigal) است. پدرش خلبان ال عال بوده و مادرش در حال حاضر آب‌درمانی می‌کند و سابقاً مدل بوده‌است.